# Мудален
Мудален (норв. Modalen, нюнорск Modalen kommune) — коммуна в губернии Хордаланн в Норвегии. Административный центр коммуны — город Мудален. Официальный язык коммуны — нюнорск. Население коммуны на 2007 год составляло 360 чел. Площадь коммуны Мудален — 412,15 км², код-идентификатор — 1252.

Население коммуны за последние 60 лет